# Callechelys bitaeniata
Callechelys bitaeniata är en fiskart som först beskrevs av Peters, 1877.  Callechelys bitaeniata ingår i släktet Callechelys och familjen Ophichthidae. IUCN kategoriserar arten globalt som livskraftig. Inga underarter finns listade.